# Let Avianca 203
Let Avianca 203 byl letoun Boeing 727 aerolinek Avianca zničený 27. listopadu 1989 bombou nad Kolumbií.

## Letadlo
Letadlo  Boeing 727-100 registrační značky HK-1803 bylo dodáno americké společnosti Pan Am 28. května 1966; v listopadu 1975 bylo odprodáno kolumbijským aeroliniím Avianca.

## Let
Letadlo vzlétlo z hlavního kolumbijského města Bogotá, cílové místo přistání mělo být město Cali. Stroj se nacházel  poblíž města Soacha ve výšce 13 000 stop (3960 m) a byl ve vzduchu pět minut, když na palubě vybuchla výbušnina. Poté se vzňaly páry v prázdné palivové nádrži, což vedlo k dalšímu, většímu výbuchu, a letadlo se rozpadlo na části. Na palubě bylo 101 cestujících, z toho dva občané Spojených států a šest členů posádky. Všech 107 lidí na palubě bylo zabito; na zemi zahynuli další tři lidé, když je zasáhly úlomky letadla.
Zničení letu Avianca 203 bylo na několik desítek let největším kriminálním útokem v mnoho let trvajících kolumbijských násilnostech. Z odpovědnosti za útok byl obžalován zabiják Medellínského kartelu Dandeny Muñoz Mosquera, který byl posléze ve Spojených státech odsouzen k deseti po sobě jdoucím doživotním trestům + 45 let navíc.
Důvodem atentátu mohl být antentát na kandidáta prezidentských voleb Césara Gaviriu Trujillo, ten však na palubě letadla nebyl. Jiným důvodem mohla být snaha zavraždit dva informátory, kteří spolupracovali s policií. Oba při výbuchu zahynuli.